# Јован Микић Спартак
Јован Микић — Спартак (Опово, 13. мај 1914 — Суботица, 11. октобар 1944), био је атлетичар, учесник Олимпијских игара у Берлину, репрезентативац и југословенски рекордер у атлетским дисциплинама. Био је и песник и писао под именом Иван Јерков.

## Биографија
Јован Микић је рођен 13. маја 1914. године у Опову, у Банату. Четврто дете мајке Даринке, учитељице, и оца Александра, школског надзорника. Микићи су пореклом били Шокци.
Након Првог светског рата сели се са породицом у Суботицу. У Суботици завршава гимназију и правни факултет. Једно време као наставник ради у основној школи у Суботици, а потом као асистент на Економско-комерцијалној високој школи у Београду. Бавио се новинарством, његови прилози објављивани су у "Политици" и "Спортском свету", а успешно се бавио и атлетиком.
Као официр у Југословенској краљевској војсци пао је у заробљеништво после слома у кратком Априлском рату 1941. године. Заробљеничке дане провео је до 1943. године у Нирнбергу. Пуштен је кући те исте године након чега се привремено склонио код своје породице у Новом Саду. Радио је у једној радњи као продавац спортске опреме. У пролеће 1944. одлази у партизане. Због храбрости саборци су му дали надимак Спартак. Борио се у Фрушкој гори, а током лета постављен је за команданта Суботичког партизанског одреда. У јесен 1944. године током операције за ослобођење Суботице, у борби око железничке станице у Суботици, тешко је рањен 10. октобра, а од последица рањавања умро је следећег дана, 11. октобра 1944. године у суботичкој болници.

### Спортска биографија
Међу прве успехе убраја се освајање првог места у Загребу у троскоку на појединачном првенству државе 1933. даљином 13,29 метара. Најлепше атлетско доба за Јована Микића је од 1934. године када постаје члан "Београдске Југославије". Те године био је најбољи скакач троскока и на Балканским атлетским играма у Загребу освојио је друго место иза Грка Петракиса. Посебно место у атлетској каријери Јована Микића је постављање државног рекорда у троскоку у Љубљани 18. августа 1935. године. Скочио је тада 14,05 метара. Све до 1938. године Микић је доминирао у троскоку. У загребу је 23. августа 1936. године поставио нов државни рекорд резултатом 14,20 метара. То је пресудило да се нађе у олимпијском тиму на Олимпијским играма 1936. године у Берлину. У квалификацијама је скочио 13,90 метара али то није било довољно за пласман у финале. Те исте године на Балканским играма у Атини освојио је друго место из чувеног Ламбракиса. Ипак Јовану Микићу се срећа осмехнула 1937. године. На балканским атлетским играма у Букурешту победио је у троскоку даљином 14,03 м. Било је и других успеха. 1935. у Истанбулу у десетобоју заузео је друго место, а четири године касније 1939. у Атини у десетобоју поново је био други. У својој атлетској каријери која је окончана почетком Другог светског рата, освојио је једну златну, 3 сребрне и три бронзане медаље.

## Напад на железничку станицу
О последњим тренуцима живота и погибији Јована Микића-Спартака сведочио је тадашњи политички комесар одреда, капетан ЈА Јован Њаради-Стењка. Његово писмено сведочење датирано 1. октобра 1945. године у Панчеву, у целости су објавиле новине "Хрватска ријеч" под насловом: "Како смо освојили жељезничку станицу".
По његовом сведочењу командант батаљона Тивадар Фелеги и Јован Микић добијају задатак да прво ликвидирају пошту, а потом да наставе према железничкој станици. План напада је следећи:
1. Тивадар Фелеги напада из правца југа
2. Јован Микић-Спартак напада са источне стране.
3. Командант батаљона Фабиан Андри-Риналдо са једном четом напада са северне стране
4. комесар Јован Њаради напада на главни улаз.

Чета Јована Њарадија је имала задатак да прва нападне и отвори ватру на стражаре како би привукла пажњу на себе, да би се остале јединице могле несметано пребацити на своје положаје.

### Спартакова погибија
Приближили смо се станици кад мађарски стражар викне: Стој, ко иде? Ми смо одговорили ватром из пикаваца, но и они су на нас запуцали из пушака. Пушкарање је између нас трајало све дотле, док нису наши другови напали са друге стране, а када су они напали, моја чета се почела пребацивати под саму станицу. Ја сам се одбио улево и кроз прозор бацио три бомбе, но изнутра је неко повикао: Микић је рањен! Ја улетим кроз ходник са још неколико другова у једну просторију где је било десетак војника и неки железничар, од којих су неки већ бацили пушке, а неки су још држали у рукама. Другови који су ишли за мном разоружали су их. Ја сам одмах ушао у другу, где је био Микић рањен, где је било око седамдесет немачких и мађарских војника и железничара. Када сам упао унутра, викнуо сам: Руке у вис! Неки су од њих са устезањем дизали и бацили оружје. Унутри је био неколико мртвих, а у првој и другој соби можда 10-12. Другови који су били са мном одмах су почели са разоружавањем, претресањем војника и претеривали их у прву собу односно саобраћајно-чиновничку канцеларију. Ја сам пришао Микићу, он је лежао под столом рањен. Запитао сам га, где је рањен. Он ми је рекао да је у руку, мишицу и испод плућа. Ја сам му одмах распасао опасач, блузу, но његова рана није крварила. Имао је унутрашње крварење. Са уздахом ми је рекао: „Ја сам своју дужност извршио, моја мисија је завршена – Суботица је слободна“. Ја сам га храбрио да није рана тако страшна, и одмах сам наредио да га пренесу у болницу на једној клупи. Другови су даље претресали заробљенике. Онда сам наредио претрес свих канцеларија и свих просторија. Ја сам пошао за једним трагом крви и он ме је одвео до једног ормара у који се један мађарски официр рањен сакрио. Узели смо му оружје и дотерали га у гомилу. Ушао сам у другу канцеларију и тамо сам нашао једног Немца који је био сав зелен од страха. И њега смо дотерали у гомилу. Другови су нашли још неке који су се сакрили у подрум, а неке још по вагонима. Углавном накупило се око стотину те смо их одмах протерали у Мали Бајмок у једну кафану и тамо их је чувала наша стража неколико дана, док их нису Руси преузели.

## Свечана сахрана
"Хрватска ријеч" у броју од 10. октобра 1946. године, на другу годишњицу Спартакове погибије пише: 
У петак послије подне у три сата сакупило се огромно мноштво свијета које је прекрио сав Трг Слободе и Трг Едуарда Ерло. Ту је почела свечана сахрана команданта Б. Б. оперативне зоне који је славно погинуо у борби са мрским окупаторима у ноћи 11. октобра 1944. године, команданта батаљона Раденка-Тивадара Фелегија и четири црвеноармејца који су на прилазима Суботице положили своје животе, много хиљада километара удаљени од своје домовине, за вољену братску Југославију, за част и слободу Црвене армије и совјетског народа. Поред још свјеже саграђене гробнице стајали су чланови породице и удовица јунака Јована Микића Спартака са синчићем, његова сестра са мужем и сином као и остала родбина, представници католичке и православне цркве сви дубоко потресени овом тужном погребном свечаности. Пре почетка црквеног обреда капетан Црвене армије, Железниј, је одржао говор где је, између осталог, на крају рекао: "Ваш велики Микић умро је за велике идеје: за слободу и част свога народа! Он је био велик јунак и значајна личност у партизанским одредима Југославије. Смрт фашизму!" – ускликнуо је на крају говора капетан Железниј, а окупљена маса му је одговорила новоустановљеним одговором – Слобода народу! Затим је на руском језику говор одржао парох српске православне цркве Драгутин Симић. Римокатолички свећеник Стипан Вујковић извршио је црквени обред, уз асистенцију још два свећеника, а прота Ђорђе Николић са осталим свећеницима опојао је народне јунаке.

### Трећа сахрана
Данас поуздано знамо да је Јован Микић-Спартак годину дана након прве сахране ексхумиран и са војничким почастима поново свечано сахрањен на Тргу Слободе у Суботици, на месту где је некада био мали парк, а у новије доба "Зелена фонтана". Његови посмртни остаци су одатле поново ексхумирани и пренети у нову спомен-костурницу на Трг жртава фашизма у Суботици где се и данас налазе.
На тргу Ћирила и Методија у Суботици (данашњи Трг жртава фашизма) окупационе власти су пред крај рата почеле градити споменик незнаном јунаку, али је изграђено само постоље. Након ослобођења чувени вајар Тома Росандић, на тим темељима направио је монументални споменик жртвама фашизма који је свечано откривен 1952. године.
У новоизграђену спомен-костурницу, осим земних остатака Јована Микића-Спартака, налазе се земни остаци других суботичких родољуба. Године 1969. на споменик је постављена табла на којој пише:
У овој спомен-костурници почивају истакнути борци и првоборци Суботице, чланови Савеза комунистичке омладине и Комунистичке партије Југославије који су убијени, стрељани, обешени или погинули у бори за слободу овог краја.

### Успомена на Јована Микића
- Спортско друштво железничара данас има назив Јован Микић — Спартак[4]
- Улица у близини места његове погибије данас је улица Јована Микића.
- Једна основна школа у Суботици носи његово име[5]
- У дворишту школе била је бронзана биста рад вајара Саве Халугина из 1982. године, али је украдена.[6]
- Чланак из "Суботичких новина" од октобра 1946. године подсећа нас да је на зиду старе основне школе у којој је Јован Микић радио као учитељ, да су грађани поставили спомен-таблу на којој је писало: „Овде је живио и радио низ година Јован Микић-Спартак, лакоатлетичар, партизан и борац за слободу свога народа, који је свој живот завршио херојском смрћу 10. октобра 1944. године на суботичкој железничкој станици. Нека је вечна слава палом хероју!“. Рушењем старе школске зграде нетрагом је нестала и спомен-табла.
- Спортски савез Војводине установио је награду Јован Микић Спартак[7]